# Laurence Olivier Award all'attore dell'anno in un revival
Il Premio Laurence Olivier all'attore dell'anno in un revival (Laurence Olivier Award for Actor of the Year in a Revival) è stato un riconoscimento teatrale, presentato dalla Society of London Theatre, assegnato al miglior attore protagonista in un revival.
I premi furono istituiti come Society of West End Theatre Awards nel 1976 e rinominati nel 1984 in onore dell'attore e regista inglese Laurence Olivier.
Questo premio è stato assegnato dal 1976 al 1984, poi nel 1985 il premio è stato combinato con il premio Attore dell'anno in una nuova opera teatrale per creare il premio Migliore attore. Il premio originale come Attrice dell'anno in un revival è tornato un'ultima volta, per la cerimonia del 1988.

## Vincitrici e candidate

### Anni 1970
- 1976
  -  Alan Howard – Enrico IV, parte I, Enrico IV, parte II ed Enrico V nel ruolo di Enrico V d'Inghilterra
  - Tom Conti – Don Giovanni o Il convitato di pietra e The Devil's Disciple nei ruoli di Don Giovanni e Dick Dudgeon
  - Albert Finney – Amleto e Tamerlano il Grande nei ruoli di Amleto e Tamerlano
  - Emrys James – Enrico IV, parte I, Enrico IV, parte II ed Enrico V nel ruolo di Enrico IV d’Inghilterra e del Coro
- 1977
  - Ian McKellen –  I pilastri della società nel ruolo di Karsten Bernick
  - Alan Howard - Wild Oats nel ruolo di Rover
  - Derek Jacobi – Amleto nel ruolo di Amleto
  - Donald Sinden – Re Lear nel ruolo di Re Lear
- 1978
  -  Alan Howard – Coriolano nel ruolo di Gneo Marcio Coriolano
  - Derek Jacobi – Ivanov nel ruolo di Nikolai Ivanov
  - Timothy West – Il ritorno a casa nel ruolo di Max
  - Nicol Williamson - Inadmissible Evidence nel ruolo di Bill Maitland
- 1979
  -  Warren Mitchell – Morte di un commesso viaggiatore nel ruolo di Willy Loman
  - Michael Bryant – Strife nel ruolo di David Roberts
  - Jonathan Pryce – La bisbetica domata nel ruolo di Petruccio
  - Patrick Stewart – Il mercante di Venezia nel ruolo di Shylock

### Anni 1980
- 1980
  - Jonathan Pryce – Amleto nel ruolo di Amleto
  - Michael Gambon	- Vita di Galileo nel ruolo di Galileo Galilei
  - Alec McCowen - La versione Browning ed Harlequinade nei ruoli di Andrew Crocker-Harris e Arthur Gosport
  - Bob Peck – Otello nel ruolo di Iago
- 1981
  - Daniel Massey – Uomo e superuomo nel ruolo di Jack Tanner
  - Warren Mitchell - Il guardiano nel ruolo di Davies
  - David Suchet – Il mercante di Venezia nel ruolo di Shylock
  - John Wood – La moglie provocata nel ruolo di Sir John Brute
- 1982
  - Stephen Moore – Casa di bambola nel ruolo di Torvold Helmer
  - Joss Ackland – Enrico IV, parte I ed Enrico IV, parte II nel ruolo di Falstaff
  - Trevor Peacock - Hobson's Choice	nel ruolo di Henry Horatio Hobson
  - Donald Sinden – Zio Vanya nel ruolo di Vanya
- 1983
  - Derek Jacobi – Cyrano de Bergerac nel ruolo di Cyrano de Bergerac
  - Alan Bates - A Patriot for Me nel ruolo di Alfred Redl
  - Rex Harrison - Heartbreak House nel ruolo di Shotover
  - Bob Peck – King Lear nel ruolo di Lear
- 1984
  - Ian McKellen – Wild Honey nel ruolo di Platonov
  - Miles Anderson - Life Is a Dream nel ruolo di Sigismund
  - Emrys James - A New Way to Pay Old Debts nel ruolo di Sir Giles
  - Peter McEnery - I diavoli nel ruolo di De Laubardemont

- 1988
  - Brian Cox – Tito Andronico nel ruolo di Tito Andronico
  - Alun Armstrong – L'ebreo di Malta e Il padre nei ruoli di Barabba e del Capitano
  - Antony Sher – Il mercante di Venezia e Hello and Goodbye nei ruoli diShylock e Johnnie
  - Tom Wilkinson – Un nemico del popolo nel ruolo di Dr. Stockmann